# Уз-Донг-Жу
Професіональний футбольний клуб «Уз-Донг-Жу» (Андижан) або просто «Уз-Донг-Жу» (узб. «Uz DongJu» Andijon futbol klubi) — професійний узбецький футбольний клуб з міста Андижан Андижанської області.
Засновник та головний спонсор клубу — СП «Уз-Донг-Жу Пейнт Компані».

## Попередні назви
- 2003–2010: «Уз-Донг-Жу» (Андижан)
- 2013–...: «Уз-Донг-Жу» (Андижан)

## Історія
Футбольний клуб «Уз-Донг-Жу» було засновано в місті Андижан в 2003 році спільним узбецько-корейським підприємством «Уз-Донг-Жу Пейнт Компані».
В 2004 році команда дебютувала в Другій лізі Узбекистану. В 2005 році зайняв друге місце у фінальній частині Другої ліги Узбекистану і отримав путівку до Першої ліги. В 2007 році клуб зайняв друге місце в лізі і вийшов до Вищої ліги. Дебют у Вищій лізі був дуже невдалий — 16-те місце та повернення до Першої ліги. В 2010 році через фінансові проблеми припинив подальші виступи в Чемпіонаті.
В 2013 році відновив участь в Чемпіонаті. Спочатку виступав у Другій лізі, а з 2015 року — у Першій лізі.

## Досягнення
- Чемпіонат Узбекистану
  - 16-те місце (1): 2008

- Перша ліга Узбекистану
  -  Срібний призер (1): 2007

- Друга ліга Узбекистану
  -  Срібний призер (1): 2005

- Кубок Узбекистану:
  - 1/8 фіналу (2): 2007, 2008

## Відомі гравці
- Алішер Ахмедов

## Тренери
...
- 2007:  Іслам Ахмедов

...